# Maria Judite de Carvalho
Maria Judite de Carvalho GOIH (Lisboa, 18 de septiembre de 1921 – Lisboa, 1998) fue una escritora portuguesa.

## Biografía
Entre 1949 y 1955, vivió en Francia y Bélgica. Se casó con Urbano Tavares Rodrigues.
A pesar de la notable calidad de su estilo y de la profundidad de su obra (entre lo cómico y lo grotesco) la autora es poco conocida para el público en general.
"Maria Judite de Carvalho sigue siendo una escritora de actualidad renovada, difícil de catalogar en el estilo al que generalmente se le asocia (heredero del existencialismo y de la llamada "nueva novela"), hábil exploradora de la desesperación y de la soledad cotidiana en la gran ciudad.
Sus obras no pretenden ser tratados de moral, más bien se limitan a insinuar o sugerir posibles opciones a través de textos breves en una narración limpia, intimista y sin excesos estilísticos. 
El 10 de junio de 1992, recibió la distinción de Caballeros grandes oficiales de la Orden del Infante Don Enrique.

## Apuntes sobre su obra
En la obra de Maria Judite de Carvalho los personajes proyectan una sensación de soledad, producto de la presencia constante de la inquietud y el desasosiego que perciben en el mundo. El silencio aparece en sus textos como una constante del ser humano, consecuencia de la falta de diálogo o de su inconsistencia.
La presencia de sus personajes ahistóricos constituye el escenario sobre el que se ilustran las vidas de abandono y angustia sin remedio que alcanzan brutalmente a la mayoría de los protagonistas de sus cuentos, en los que la soledad es irremediable y perenne, negando cualquier posibilidad de felicidad.
Algunos de los cuentos de Maria Judite de Carvalho ilustran, como una constante, un universo de ficción atravesado por el vacío, por el silencio, por la irreversibilidad del tiempo y por la apariencia: As palavras poupadas (1960) revela el rechazo del discurso excesivo, en una postura de eliminación de lo superfluo; Paisagem sem barcos (1963),  Armários Vazios (1966) y el título de los cuentos Impressões Digitais e Vínculos Precários sugiere el vacío que llena las vidas y la superficialidad de las acciones humanas. A Janela Fingida (1975) parece querer ilustrar el proverbio "no todo es lo que parece", habiendo siempre lugar para la mentira, para la omisión y para el engaño.